# St. Josef (Memmingen)

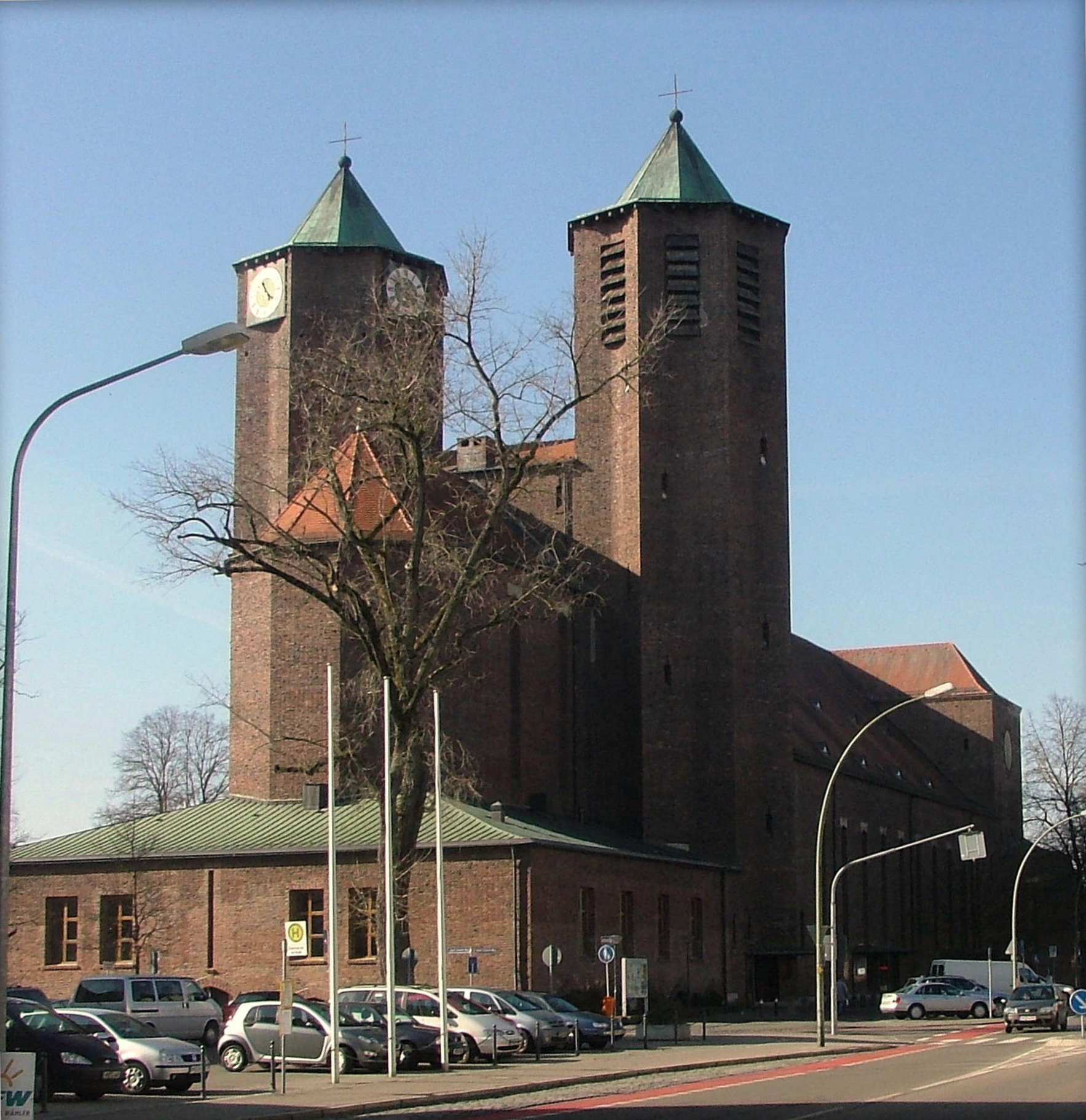
Stadtpfarrkirche St. Josef in Memmingen

St. Josef ist eine katholische Stadtpfarrkirche im oberschwäbischen Memmingen. Sie wurde in den Jahren 1927 bis 1929 errichtet. St. Josef ist die Hauptkirche des Dekanats Memmingen. Ihr Patrozinium ist das Fest des heiligen Josef am 19. März.

## Lage
Die Kirche mit der Adresse St.-Josefs-Kirchplatz 5 steht etwa 100 Meter westlich der Memminger Altstadt. Nach Norden wird die Kirche vom St.-Josefs-Kirchplatz begrenzt, nach Westen schließt sich die Hopfenstraße an. Im Osten befinden sich die Elsbethen- und die Bismarckschule, südlich der Kirche liegt der Kirchgarten.

## Geschichte
Nach der Reformation im 16. Jahrhundert lebten mit Ausnahme der Klosterbrüder und Klosterschwestern fast keine Katholiken mehr in der Reichsstadt Memmingen. Dies änderte sich erst mit der Bayerischwerdung der Stadt im Jahre 1803 durch Zuzug von außen. Etwa 500 Katholiken lebten im Jahre 1803 in der Stadt. Bis 1871 stieg die Zahl auf 1487 an und hatte sich 19 Jahre später auf etwa 2800 fast verdoppelt. Im Jahre 1900 lebten 4200 und 1910 5500 Katholiken in der Stadt. Dies hatte zur Folge, dass die Stadtpfarrkirche St. Johann Baptist zu klein geworden war und ein größerer Kirchenneubau in Betracht gezogen wurde. 25 Männer gründeten im Jahre 1907 einen Verein zum Bau einer neuen katholischen Kirche in Memmingen, dessen Vorsitz der damalige Stadtpfarrer Max Rippler übernahm. Bereits zwei Jahre später schrieb man einen Wettbewerb für den Neubau aus. 1916 verfügte die Gemeinde über 4,5 Tagwerk Baugrund und 100.000 Goldmark. Die Katholikenanzahl in der Stadt stieg auch in dieser Zeit, weshalb der Entwurf des Architekten Heinrich Hauberrisser aus Regensburg, der in die engere Wahl gezogen worden war, wieder verworfen wurde, da sein geplanter Neubau zu klein gewesen wäre. Während der Inflationszeit konnte lediglich der Baugrund erhalten werden. Josef Schmid, seit 1921 Stadtpfarrer, ließ die Pläne für einen Kirchenneubau im Jahre 1925 wieder aufleben. Das Schiedsgericht des neuen Architektenwettbewerbs bestand aus Heinrich von Schmidt, Theodor Fischer, Hans Grässel und Richard Hoffmann. Die ersten beiden Plätze nahmen der Architekt Max Wiederanders aus München und die aus Augsburg stammenden Architekten Michael Kurz und Thomas Wechs ein. Am 14. April 1926 entschied man sich für die Pläne der beiden Letzteren. Den ersten Spatenstich des Neubaus führte Domkapitular Deller am 9. August 1927 aus. Die Memminger Baufirma Josef Hebel übernahm die Bauarbeiten, die Bauleitung hatte Konrad Mayer aus Augsburg. Der Kirchenbau wurde aus Beton mit einer Ziegelverkleidung ausgeführt.
Am 7. Mai 1928 konnte man das Richtfest feiern. 1929 wurde der Fußboden aus Solnhofener Platten verlegt und das Gestühl aufgestellt. Die Weihe der fünf neuen Glocken fand am 12. Oktober 1929 statt. Am 20. Oktober wurde die Kirche von Weihbischof Karl Reth konsekriert. Festprediger war der ehemalige Augsburger Domprediger Franz Xaver Hartmann. Die Orgelweihe fand zum Weihnachtsfest 1929 vor der Mitternachtsmesse statt. Trotz ihrer Größe, St. Josef ist der größte Kirchenneubau in Deutschland zwischen dem Ersten und Zweiten Weltkrieg, blieb St. Johann in der Altstadt die Stadtpfarrkirche. Erst zum 1. Dezember 1956 wurde die bisherige Filialkirche St. Josef zur Pfarrkirche und Stadtpfarrkirche erhoben. Die Beichtstühle und der Hochaltar wurden 1930 aufgestellt. Zwei Jahre später wurde die Kanzel eingebaut. In der Kriegergedächtniskapelle wurde 1960 ein Denkmal aufgestellt. Der am 7. Mai 1970 eröffnete Pfarrsaal war im Jahre 1969 aus den um den Chor an der Nord- und Ostseite leerstehenden Räumlichkeiten geschaffen worden. Die Krypta der Kirche wurde 1975 als Pfarrzentrum umgebaut und durch eine Treppe mit dem Pfarrsaal verbunden. Der Bildhauer Johannes Dumanski aus Tannberg übernahm die Ausgestaltung der Krypta. Reinhold Grübl plante die Einrichtung für das Josefstüble. Regierungsbaumeister Karl Heinz Pasman aus Memmingen war Architekt für diese Maßnahmen. Die Kirchenstiftung und die Stadt Memmingen schlossen 1973 einen Vertrag, mit dem sich die Stadt Memmingen verpflichtete, die Plätze an der Ost-, Nord- und Westseite der Kirche für den öffentlichen Verkehr zu erschließen und Gestaltung, Unterhalt und Pflege der Grünflächen zu übernehmen. Gleichzeitig wurde im Westen vor der Kirche eine Plastik Mutter und Kind von Diether Kunerth aufgestellt. Zwischen 1978 und 1980 wurde die Kirche restauriert, eine Altarinsel mit einem Volksaltar in das Kirchenschiff integriert und eine neue Orgel eingebaut. Die Heizungsanlage und die elektrischen Anlagen wurden erneuert. Letztere wurden 1987 verbessert. Im selben Jahr konnte eine neue Lautsprecheranlage in Betrieb genommen werden. Die Marienkapelle im Westen der Kirche baute Reinhold Grübl als Gebets- und Meditationsraum um.

## Baubeschreibung

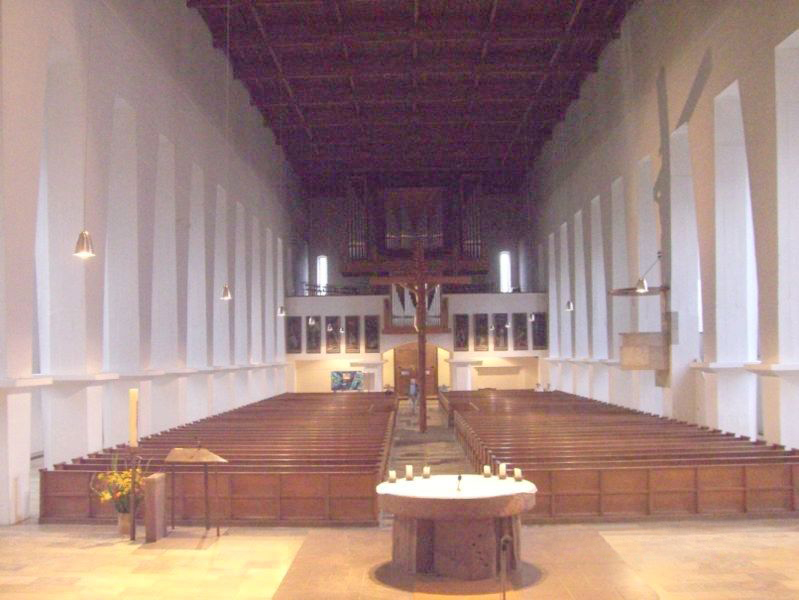
Blick durch den Kirchenraum; im Hintergrund die große Jann-Orgel

Die Kirche besteht aus einem geschlossenen, langen, zwölf Joche zählenden rechteckigen Raum. Das Mittelschiff wird von je einem Seitenschiff flankiert. Die Durchbrüche vom Mittel- zu den Seitenschiffen sind trapezförmig. Insgesamt besitzt das 73 Meter lange Kirchenschiff sieben Eingänge. Jedem Eingang ist ein dreieckiges Vorzeichen vorgebaut. Das Mittelschiff ist 16 Meter, die Seitenschiffe sind je 3,8 Meter breit. Der im Osten sich anschließende, eingezogene Chor ist 24 Meter lang und 11 Meter breit. Ihm sind der Pfarrsaal und die Sakristei vorgebaut. Flankiert wird der Chor von zwei im Grundriss sternförmigen Kirchtürmen. Im Westen ist ein Querschiff in derselben Höhe wie das Hauptschiff angebaut. Es dient als Widerlager. In ihm sind die Eingangshalle und seitlich je eine Kapelle verbaut. Im oberen Stockwerk befinden sich Nebenräume. Dem Querschiff ist die Westempore vorgelagert und dient als Orgelbühne. Die kreisrunde Taufkapelle ist links, die Wendeltreppe, die zur Empore und den Nebenräumen des Querhauses führt, befindet sich rechts.
Die Fassade der Kirche besteht aus unverputzten Ziegelsteinen, innen rufen die Sichtbetonwände einen nüchternen Eindruck hervor. Die Decken sind mit Holz verkleidet.
Das monumentale Chorfresko (1943) von Albert Burkart zeigt Christus als Weltenherrscher in der Glorie/Mandorla, daneben Szenen aus der Jugend, dem Wirken und der Passion Jesu.

## Orgeln

### Ehemalige Steinmeyer-Orgel
Die erste Orgel war ein dreimanualiges Werk mit 64 Registern, das Opus 1510 der Firma Steinmeyer aus dem Jahr 1929. Die Pfeifen standen auf Taschenladen, die Trakturen waren elektropneumatisch. Ein viertes Manual, ein Fernwerk mit elf weiteren Registern, war bereits im Spieltisch vorhanden, verblieb aber im Planungsstadium. Beim Bau war Otto Dunkelberg beratend tätig.

### Heutige Jann-Orgel auf der Westempore
Die Steinmeyer-Orgel wurde im Jahre 1980 durch das Opus 47 von dem Orgelbauer Georg Jann (Laberweinting-Allkofen) ersetzt. Es lässt sich keinem bestimmten Stil zuordnen, sondern ist mit ihren barocken und romantisch-symphonischen Registern als eine „Universalorgel“ konzipiert, welche eine Darstellung praktisch des gesamten Repertoires aus allen Epochen der Orgelmusik ermöglicht. Mehrere Tonträger, eingespielt von Gerhard Weinberger, Winfried Bönig und Christian Weiherer, dokumentieren den Klang der Orgel.
Im Jahre 2000 wurde die Orgel durch den Orgelbauer Josef Maier (Hergensweiler) überarbeitet. Das ursprüngliche Klangkonzept blieb weitgehend unangetastet, die Disposition geringfügig geändert: Maier ersetzte eine Zimbel III 2⁄3′ durch einen Salicional 8′, welcher vormals im Schwellwerk stand; an dessen Stelle fügte er eine Gambe 8′ neu hinzu, um dem Schwellwerk mehr Volumen zu verleihen. Außerdem stattete Maier das Instrument mit Sub- und Superoktavkoppeln aus. 2022 erhielt die Orgel, ebenfalls durch Maier, eine neue Großpedallade mit 4 Registern. Das Schleifladen-Instrument hat seither 58 Register, die sich auf vier Manualwerke und Pedal verteilen. Die einzelnen Werke sind in schlichten, nach vorne offenen Holzkästen untergebracht, die mit keinerlei Zierrat ausgestattet sind; unter dem Hauptwerk ragt das Chamadenwerk in den Kirchenraum. Die Spieltraktur ist mechanisch, die Koppeln sind elektrisch; die Registertraktur ist elektro-mechanisch. An Spielhilfen verfügt die Orgel eine 32×8-fache Setzeranlage auf vier Gruppen sowie eine Crescendowalze mit zwei Crescendoprogrammen.
| I Rückpositiv C–a3 |                 |       |
| 1.                 | Praestant       | 8′    |
| 2.                 | Rohrflöte       | 8′    |
| 3.                 | Oktave          | 4′    |
| 4.                 | Spitzgedackt    | 4′    |
| 5.                 | Feldpfeife      | 2′    |
| 6.                 | Quinte          | 1 ⁄3′ |
| 7.                 | Sesquialtera II | 2 ⁄3′ |
| 8.                 | Scharff V       | 1′    |
| 9.                 | Dulzian         | 16′   |
| 10.                | Schalmey        | 8′    |
| 11.                | Vox humana      | 8′    |
|                    | Tremulant       |       |

| II Hauptwerk C–a3 |            |       |
| 12.               | Praestant  | 16′   |
| 13.               | Oktave     | 8′    |
| 14.               | Copula     | 8′    |
| 15.               | Salizional | 8′    |
| 16.               | Oktave     | 4′    |
| 17.               | Blockflöte | 4′    |
| 18.               | Quinte     | 2 ⁄3′ |
| 19.               | Oktave     | 2′    |
| 20.               | Mixtur VI  | 1 ⁄3′ |
| 21.               | Trompete   | 8′    |

| III Schwellwerk C–a3 |                      |        |
| 22.                  | Bourdon              | 16′    |
| 23.                  | Flauto               | 8′     |
| 24.                  | Gamba                | 8′     |
| 25.                  | Schwebung            | 8′     |
| 26.                  | Principal            | 4′     |
| 27.                  | Koppelflöte          | 4′     |
| 28.                  | Viola                | 4′     |
| 29.                  | Nasat                | 2 ⁄3′  |
| 30.                  | Nachthorn            | 2′     |
| 31.                  | Terz                 | 1 3⁄5′ |
| 32.                  | None                 | 8⁄9′   |
| 33.                  | Fourniture VI        | 2′     |
| 34.                  | Fagott               | 16′    |
| 35.                  | Trompette harmonique | 8′     |
| 36.                  | Oboe                 | 8′     |
|                      | Tremulant            |        |

| IV Chamadewerk C–a3 |                   |     |
| 37.                 | Kornett V (ab g0) | 8′  |
| 38.                 | Chamade           | 16′ |
| 39.                 | Chamade           | 8′  |
| 40.                 | Chamade           | 4′  |

| Pedal C–f1 |                  |         |
| 41.        | Untersatz        | 32′     |
| 42.        | Prinzipal        | 16′     |
| 43.        | Subbass (ext.)   | 16′     |
| 44         | Zartbass         | 16'     |
| 45.        | Violon           | 16'     |
| 46.        | Quinte           | 10 2⁄3′ |
| 47.        | Octavbass        | 8′      |
| 48.        | Rohrbass         | 8′      |
| 49         | Violon (ext.)    | 8'      |
| 50.        | Oktave           | 4′      |
| 51.        | Bauernflöte      | 4′      |
| 52.        | Hintersatz V     | 2 ⁄3′   |
| 53.        | Contrabombarde   | 32'     |
| 54.        | Posaune (ext.)   | 16'     |
| 55.        | Bombarde         | 16′     |
| 56.        | Posaune          | 8′      |
| 57.        | Feldtrompete     | 4′      |
| 58.        | Cornett (labial) | 2′      |

- Koppeln
  - Normalkoppeln: I/II, III/I, III/II, IV/II, IV/P, I/P, II/P, III/P
  - Suboktavkoppeln: III/I, III/III
  - Superoktavkoppeln: III/II, III/III
- Spielhilfen: 32×8-fache Setzeranlage, Crescendo-Walze, Tutti-Tritt.
- Anmerkungen

1. ↑  mit 1 3⁄5′
2. ↑  Veränderung durch Josef Maier im Jahr 2000; aus SW, als Ersatz für Zimbel III 2⁄3′
3. ↑  2000 durch Josef Maier neu hinzugefügt, als Ersatz für Salicional 8′

### Geplante Chororgel
Bereits 1929 sollte ein Teil der Steinmeyer-Orgel als Fernwerk im Chorraum zur Aufstellung kommen, was aber aus Geldmangel nicht realisiert wurde. Auch beim Bau der Jann-Orgel war eine Chororgel im Gespräch, zumal in diesem Raumteil kleine Gottesdienstformen stattfinden, die durch die große Entfernung der Orgel auf der Westempore nicht adäquat begleitet werden können.
Derzeit (2021) sammelt die Kirchengemeinde Spenden für die Aufstellung eines gebrauchten Instruments von Albert Reiser (Baujahr 1956) aus der Kartausenkirche St. Maria in Buxheim. Es soll, wie schon beim Bau der Kirche geplant, seinen Platz unsichtbar hinter dem Hochaltar finden. Durch die elektrische Traktur soll die Orgel auch als Fernorgel von der Empore aus spielbar werden.
| I Hauptwerk C–g3 |           |    |
| 1.               | Prinzipal | 8′ |
| 2.               | Hohlflöte | 8′ |
| 3.               | Oktav     | 4′ |
| 4.               | Rohrflöte | 4′ |
| 5.               | Waldflöte | 2′ |
| 6.               | Mixtur    | 2′ |
| 7.               | Trompete  | 8′ |

| II Schwellwerk C–g3 |                 |       |
|                     |                 |       |
| 8.                  | Gedeckt         | 8'    |
| 9.                  | Salizet         | 8'    |
| 10.                 | Ital. Principal | 4'    |
| 11.                 | Quinte          | 2 ⁄3′ |
| 12.                 | Larigot II      | 2'    |
| 13.                 | Krummhorn       | 8′    |
|                     | Tremulant       |       |

| III Positiv C–g3 |             |       |
| 14.              | Coppelflöte | 8′    |
| 15.              | Quintade    | 4'    |
| 16.              | Principal   | 2'    |
| 17.              | Quint       | 1 ⁄3′ |
| 18.              | Cymbel      | 2⁄3′  |

| Pedal C–f1 |                  |     |
| 19.        | Subbass          | 16′ |
| 20.        | Oktavbass        | 8′  |
| 21.        | Choralbass       | 4′  |
| 22.        | Lieblich Posaune | 16′ |

- Koppeln: II/I, III/I, III/II, I/P, II/P, III/P.
- Spielhilfen: 1 freie Kombination, Crescendowalze, Walze aus, Tutti.

### Krypta-Orgel
Das 1987 von Gerhard Schmid erbaute Instrument stand als Unterrichts- und Prüfungsinstrument für den C-Kurs im Maximilian-Kolbe-Haus Memmingen und wurde 2018 nach der Schließung desselben durch die Orgelbaufirma Josef Maier, Hergensweiler unverändert in die Krypta von St. Josef übertragen.
| I Hauptwerk |        |
| Spitzflöte  | 8′     |
| Prinzipal   | 4′     |
| Nasat       | 2 2/3' |
| Mixtur III  | 1 ⁄3′  |
|             |        |

| II Brustwerk |    |
| Gedeckt      | 8′ |
| Rohrflöte    | 4′ |
| Waldflöte    | 2′ |
| Krummhorn    | 8' |
|              |    |

| Pedal      |     |
| Subbass    | 16′ |
| Choralbass | 4'  |

Anmerkung: Die Rohrflöte 4' im II. Manual ist im Bass als Quintade gebaut, die nach oben hin changiert
- Koppeln: II/I, I/P, II/P

### Kirchenmusiker an St. Josef
- 1978–1984 Gerhard Siegl
- 1984–1998 Winfried Bönig
- 1998–2016 Christian Weiherer
- seit 2016 Max Pöllner

## Glocken
Das erste Geläut wurde 1940 für Kriegszwecke beschlagnahmt.
Die Glocken von St. Josef wurden 1988 von dem Glockengießer Rudolf Perner (Passau) gegossen.
| Nr. | Name | Gussjahr | Gießer                | Masse (kg, ca.) | Durchmesser (mm) | Schlagton (HT-1/16) |
| --- | ---- | -------- | --------------------- | --------------- | ---------------- | ------------------- |
| 1   |      | 1988     | Rudolf Perner, Passau | 5.080           | 2.080            | g0                  |
| 2   |      | 1988     | Rudolf Perner, Passau |                 |                  | b0                  |
| 3   |      | 1988     | Rudolf Perner, Passau |                 |                  | d1                  |
| 4   |      | 1988     | Rudolf Perner, Passau |                 |                  | f1                  |
| 5   |      | 1988     | Rudolf Perner, Passau |                 |                  | g1                  |
| 6   |      | 1988     | Rudolf Perner, Passau |                 |                  | b1                  |

## Gemeinde
Die Kirchengemeinde von St. Josef setzte sich bis 1975 aus der gesamten Weststadt Memmingens zusammen. Der Bereich umfasste den Stadtkern bis zu den Stadtgrenzen, einschließlich der Gemeinden in den Stadtteilen Dickenreishausen und Ferthofen. 1975 wurde die Pfarrei Christi Auferstehung gegründet, wodurch etwa 4000 Gläubige zu dieser wechselten. Ab 1986, als die Filialgemeinde St. Anton in Ferthofen eingegliedert wurde, umfasst das Gebiet die Weststadt, mit Ausnahme des Westteils um die Berliner Freiheit, sowie die Ortsteile Hart, Dickenreishausen, Ferthofen und Volkratshofen. Im Jahr 2012 wurde die Pfarrei St. Josef Mitglied der Pfarreigemeinschaft St. Josef-Christi Auferstehung.